# Martin Hindorff
Martin Leonard Hindorff (* 30. März 1897 in Nyköping; † 5. März 1969 in Stockholm) war ein schwedischer Segler.

## Erfolge
Martin Hindorff, der für den Kungliga Svenska Segelsällskapet segelte, nahm in der 6-Meter-Klasse an vier Olympischen Spielen teil. 1932 wurde er in Los Angeles bei seinem Olympiadebüt sogleich Olympiasieger. Dabei war er Crewmitglied des von Skipper Tore Holm angeführten Bootes Bissbi, das sämtliche sechs Wettfahrten gewann und damit vor den einzigen anderen beiden Booten den ersten Platz belegte. Die US-Amerikaner schlossen alle Wettfahrten auf Rang zwei ab, die Kanadier wurden jeweils Dritte. Neben Hindorff gehörten Åke Bergqvist und Olle Åkerlund zur Crew der Bissbi, die Åkerlunds Vater Erik gehörte. Vier Jahre darauf segelte er bei den Spielen in Berlin unter Sven Salén auf der May Be und erzielte mit unter anderem zwei Siegen in sieben Wettfahrten 62 Gesamtpunkte. Die May Be, deren übrige Besatzung aus Lennart Ekdahl, Torsten Lord und Dagmar Salén bestand, schloss die im Olympiahafen Düsternbrook in Kiel stattfindende Regatta somit auf dem dritten Platz hinter Großbritannien und Norwegen ab.
Auch bei den Olympischen Spielen 1948 in London gewann Hindorff Bronze. Mit der Ali-Baba II sicherte er sich gemeinsam mit Skipper Tore Holm sowie Karl-Robert Ameln, Torsten Lord und Gösta Salén hinter dem US-amerikanischen und dem argentinischen Boot den dritten Rang. 1952 segelte er wiederum unter Sven Salén auf der May Be VII, verpasste als Vierter allerdings dieses Mal knapp einen weiteren Medaillengewinn.